# العلاقات البروناوية السعودية
العلاقات البروناوية السعودية يقصد بها العلاقة التي تجمع بين المملكة العربية السعودية ببروناي.

## تاريخ العلاقة
تعود العلاقات السعودية البروناوية في شقها الرسمي إلى عام 1992م بتمثيل سعودي غير مقيم من خلال السفارة السعودية في العاصمة الفلبينية مانيلا، وتركز معظم العمل على تأشيرات الحج والعمرة ولمشاركة مسئولين بروناويين في مؤتمرات أو اجتماعات بالمملكة. في العام 1995م تم افتتاح السفارة السعودية في العاصمة البروناوية بندر سري بكاوان، وبتمثيل بمستوى قائم بالأعمال، فيما تم تعيين وتسمية أول سفير سعودي مقيم بالعاصمة البروناوية في العام 2001م. في يوليو 2001م تم التوقيع بالأحرف الأولى على مسودة لاتفاقية مشتركة بين البلدين بمقر وزارة الخارجية البروناوية، تشمل مجالات التعاون بين المملكة وبروناي في مجالات الاقتصاد بما في ذلك تعزيز دور السياحة، الاستثمارات المشتركة، الصناعة، البترول والمعادن والبتروكيماويات، الزراعة، الثروة الحيوانية والمشاريع الصحية، التعليم فضلاً عن مجال الثقافة والشباب والرياضة، تم المصادقة النهائية عليها من حكومتي البلدين في العام 2007م.